# Gavintra Photijak
Gavintra Photijak, soprannominata Gam (แก้ม) (Provincia di Nong Khai, 24 dicembre 1986), è una modella tailandese, incoronata Miss Thailandia Universo 2008 il 27 maggio 2007.
Ha in seguito rappresentato la Thailandia al concorso Miss Universo 2008, che si è tenuto a Nha Trang in Vietnam, dove ha vinto il titolo di Best National Costume. Il concorso è stato poi vinto da Dayana Mendoza, del Venezuela.
Photijak è la quarta donna thailandese a vincere il titolo Best National Costume Award a Miss Universo, dopo Saengduan Manwong nel 1969, Porntip Nakhirunkanok nel 1988 e Chananporn Rosjan nel 2005.